# Gedenkstätte Estedt
Die Gedenkstätte Estedt ist eine denkmalgeschützte Gedenkstätte im Ortsteil Estedt der Stadt Gardelegen in Sachsen-Anhalt. Im örtlichen Denkmalverzeichnis ist die Gedenkstätte unter der Erfassungsnummer 094 98087 als Baudenkmal verzeichnet.

## Allgemeines
Am 12. April 1945 kam es in der Nähe des Ortes zu einer Erschießung von über 100 KZ-Häftlingen aus verschiedenen KZ-Außenlagern. Zum Gedenken an die Erschossenen wurde auf dem Friedhof der Dorfkirche Estedt ein großes Holzkreuz mit einer Gedenktafel errichtet. 2013 wurde zusätzlich ein Findling mit einer Tafel daneben aufgestellt. Die Tafel berichtet von den Hintergründen der Gedenkstätte. Ein kleines Kreuz neben dem großen erinnert an einen 1945 gefallenen Soldaten des Zweiten Weltkriegs.
Neben der Gedenkstätte befindet sich auf dem Friedhof noch ein Kriegerdenkmal und in der Kirche Gedenktafeln für die Gefallenen der Kriege von 1813 bis 1871, des Ersten Weltkriegs und des Zweiten Weltkriegs.

## Inschrift
Gedenkkreuz
Gedenkstein